# 日本の造船会社と造船所の一覧
日本の造船会社と造船所の一覧（にほんのぞうせんがいしゃとぞうせんしょのいちらん）は、日本における造船会社と造船所の一覧である。ただし、全ての造船会社と造船所を網羅したものではない。

## 国内竣工量

### 2010年
IHS資料単位千トン。
- 今治造船：4,548
- ユニバーサル造船：2,466
- 三井造船：1,624
- 三菱重工業：1,399
- 名村造船：1,398
- 大島造船所：1,248
- IHIマリンユナイテッド：1,236
- ツネイシホールディングス：1,080
- 新来島どっく：1,047
- 川崎重工業：746

### 2013年
2014年5月24日「日本経済新聞」より。単位千トン。
- 今治造船：2,998
- ジャパンマリンユナイテッド：2,616
- 大島造船所：1,295
- 名村造船所：1,168
- 常石造船：731
- 新来島どっく：692
- 三井造船：636
- 川崎重工業：562
- 三菱重工業：460
- 佐世保重工業：342 (現在名村造船所傘下)

### 2019年
IHS資料単位万トン。
- 今治造船：541（岩城造船、新笠戸ドック、しまなみ造船、あいえす造船、多度津造船、南日本造船を含む）
- ジャパンマリンユナイテッド：270
- 名村造船所：162 （函館どっく、佐世保重工を含む）
- 大島造船所：138
- 三菱造船：84
- 三井E&S造船：76 （新潟造船、四国どっくを含む ）（現在艦艇部門は三菱造船へ譲渡[3]）
- 新来島どっく：74 （新来島波止浜どっく、新来島豊橋造船、新高知重工を含む）
- 川崎重工業：54
- 常石造船：51
- 尾道造船：43 （佐伯重工業を含む）
- サノヤス造船：33
- 福岡造船：15 （臼杵造船所、渡辺造船所を含む）
- 北日本造船：15
- 住友重機械工業：12

#### 造船企業グループ別竣工量
- 今治造船：541
- ジャパンマリンユナイテッド：270
- 川崎重工業：228

### 2021年
IHS資料万トン。（但し、同資料内に『IHS Markitは、日本の足元の受注データの捕捉率が低く市況を反映できていない』との記述あり）

#### 企業別竣工量（法人単体）
- 今治造船：241
- ジャパンマリンユナイテッド：192
- 大島造船所：137
- 名村造船所：62
- （常石集団（舟山）造船〈中国〉）：54

#### 造船企業グループ別竣工量
- 今治造船：361
- ジャパンマリンユナイテッド：192
- 川崎重工：189
- 常石造船：147

## 造船会社

### 大手
- 今治造船 - 1942年設立。日本最大手。本社、愛媛県今治市。
  - 幸陽船渠 - 1949年設立。2014年、株主の今治造船に吸収合併され広島工場となった
  - あいえす造船 - 2008年設立。今治造船グループの傘下。
  - しまなみ造船 - 2005年設立。今治造船グループの傘下。
  - 南日本造船 - 1974年設立。本社、大分県臼杵市。2018年に三井造船などから買収。
- ジャパン マリンユナイテッド - IHIマリンユナイテッドとユニバーサル造船が2013年に合併
  - 旧アイ・エイチ・アイ マリンユナイテッド（略称IHIMU） - 2002年10月に旧石川島播磨重工業（略称IHI）の造船部門と住友重機械工業の艦艇部門が統合
  - 旧ユニバーサル造船（略称USC） - 2002年10月に日本鋼管（略称NKK、現JFEエンジニアリング）と日立造船（略称Hitz）の造船部門が統合
    - 内海造船 - 1944年設立。本社、広島県尾道市瀬戸田町沢226-6（日立造船系の会社）
- 大島造船所 - 1973年設立。本社、長崎県西海市大島町1605-1
- 名村造船所 - 1911年創業。本社、大阪府大阪市西区立売堀2丁目1番9号
  - 佐世保重工業 - 1946年創業。2014年に名村造船所の完全子会社となった。
  - 函館どつく - 1896年創立。本社、北海道函館市弁天町20-3。名村造船所の連結子会社。
- 常石造船 - 1917年創業。本社、広島県福山市沼隈町常石1083番地。2011年にツネイシホールディングス（旧・常石造船）の事業子会社として新たに設立。
- 新来島どっく - 1902年創業。本社、東京都中央区京橋3丁目1番1号東京大栄ビル
  - 新来島豊橋造船 - 1903年創業。本社、愛知県豊橋市明海町22番地。新来島どっくのグループ会社。2009年に豊橋造船より社号変更。
- 日鮮海運
  - 四国ドック - 1955年設立。本社、香川県高松市朝日町一丁目3番23号。2022年に三井E&Sホールディングスから譲り受けた。
- 川崎重工業（略称KHI）エネルギーソリューション&マリンカンパニー船舶海洋ディビジョン - 2002年10月から2010年までは川崎造船として分社独立していた。
- 三菱重工業（略称MHI）船舶・海洋事業本部
  - 三菱造船
  - 三菱重工マリタイムシステムズ - 本社、岡山県玉野市。三井E&S造船から艦船建造事業を譲り受けた。

### 中堅
- 北日本造船 - 1969年設立。本社、青森県八戸市江陽三丁目1番25号
- ヤマニシ - 1920年設立。本社、宮城県石巻市西浜町１番地２
- サノヤス造船 - 1911年創業。本社、大阪府大阪市北区中之島3丁目3番23号
- 佐々木造船 - 1931年創業。本社、広島県豊田郡大崎上島町木江65-1
- 尾道造船 - 1943年創立。本社、兵庫県神戸市中央区江戸町104（トウセン神戸ビル）
- ダイゾー - 1936年創業。本社、大阪府大阪市港区福崎3丁目1番201号
- 常石呉ドック - 1937年創業。本社、広島県呉市川尻町東2丁目14番21号
- 小池造船海運 - 1960年創業。本社、広島県豊田郡大崎上島町中野5924番地
- 松浦造船所 - 1935年創業。本社、広島県豊田郡大崎上島町木江5093番地の7
- 三和ドック - 1961年設立。本社、広島県尾道市因島重井町600番地
- 向島ドック - 1953年設立。本社、広島県尾道市向島町864-1
- 旭洋造船 - 1942年創業。本社、山口県下関市長府港町8番7号
- 神例造船 - 1872年創立。本社、徳島県鳴門市
- 浅川造船 - 1947年創立。本社、愛媛県今治市
- 檜垣造船 - 1951年創立。本社、愛媛県今治市
- 矢野造船 - 1981年創立。本社、愛媛県今治市小浦町2-4-5
- 山中造船 - 1951年創立。本社、愛媛県今治市波方町
- 村上秀造船 - 1917年創立。本社、愛媛県今治市伯方町
  - カナサシ重工 - 1903年創業、2013年に村上秀造船に完全子会社化。
- 栗之浦ドック - 1950年創立。本社、愛媛県八幡浜市
- 福岡造船 - 1930年創立。本社、福岡県福岡市中央区港3-3-14
  - 臼杵造船所 - 1988年設立。本社、大分県臼杵市大字板知屋1番地12。2018年に福岡造船の傘下入り。
- 三浦造船所 - 1960年創業。本社、大分県佐伯市大字鶴望4900番

### 小型船
大規模な造船所が必要な大型船舶には参入せず、小型船舶操縦士免許で操縦出来るモーターボートや帆船などのプレジャーボート、小型の漁船、水上オートバイなどを製造するメーカー。通常は造船会社ではなく輸送機器メーカーとして分類されており、自動車メーカーも参入している。
工場で同一設計の船を量産し一般の個人に販売するのが特徴。
- ヤマハ発動機 - 小型船舶の総合メーカー。競技用のディンギーも製造している。
- ヤンマー -  小型船舶の総合メーカー。和船も製造している。
- 日産マリーン - 日産自動車から分離。プレジャーボートを製造していたが2015年に撤退。
- トヨタ・マリン - トヨタ自動車のマリン事業部。プレジャーボート専門。
- スズキマリン - 船外機と小型船舶を製造していたが現在、製造はスズキ本社が行い販売のみ行っている。
- カワサキモータース - 水上オートバイは川崎重工業ではなく子会社での取り扱い。
- トーハツ - 船外機と小型船舶を製造。

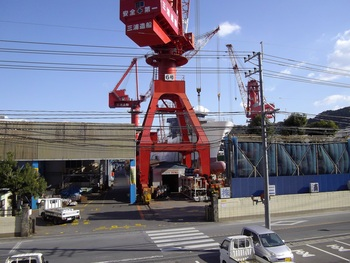
三浦造船所

## 造船所

### 北海道
- 函館どつく - 函館造船所（北海道函館市）
- 函館どつく - 室蘭製作所（北海道室蘭市）

### 東北
- 北日本造船 - 本社工場（青森県八戸市）
- ヤマニシ - 本社工場（宮城県石巻市）
- みらい造船 - 本社工場（宮城県気仙沼市）
- 東北重機工事 - 船舶工場（宮城県塩竃市）

### 北陸
- 新潟造船－本社・新潟工場（新潟市中央区）

### 関東
- 墨田川造船 - （東京都江東区）
- ジャパン マリンユナイテッド - 横浜事業所鶴見工場（神奈川県横浜市鶴見区）
- ジャパン マリンユナイテッド - 横浜事業所磯子工場（神奈川県横浜市磯子区）
- 三菱重工業 - 横浜製作所　（神奈川県横浜市中区・金沢区）
- 住友重機械マリンエンジニアリング - 横須賀製造所（神奈川県横須賀市）

### 近畿・東海
- ダイゾー - 福崎工場（大阪府大阪市港区）
- ダイゾー - 木津川工場（大阪府大阪市西成区）
- 三菱重工業 - 神戸造船所（兵庫県神戸市兵庫区）
- 川崎重工業 - 神戸工場（兵庫県神戸市中央区）
- ジャパン マリンユナイテッド - 舞鶴事業所（京都府舞鶴市）
- ジャパン マリンユナイテッド - 津事業所（三重県津市）
- JMUアムテック - （兵庫県相生市）
- 常石三保造船 - 本社工場（静岡県静岡市清水区）
- 杢兵衛造船所 - 杢兵衛造船所（滋賀県大津市）
- 松井造船所 - 松井造船所（滋賀県大津市）
- MES-KHI 由良ドック（和歌山県日高郡由良町大字網代193‐13）
- 影山造船所 - (静岡県浜松市西区）

### 中国・四国
- 福島造船鉄工所 - 本社工場（島根県松江市）
- 三菱重工マリタイムシステムズ - 本社工場（岡山県玉野市）
- サノヤス造船 - 水島製造所（岡山県倉敷市）
- 佐々木造船 - 本社工場（広島県豊田郡大崎上島町）
- ジャパン マリンユナイテッド - 因島工場（広島県尾道市）
- ジャパン マリンユナイテッド - 呉事業所（広島県呉市）
- 常石造船 - 常石工場（広島県福山市）
- 本瓦造船 - 本社工場、第2工場（広島県福山市）
- 尾道造船 - 尾道造船所（広島県尾道市）
- 幸陽船渠 - 本社工場（広島県三原市）
- 内海造船 - 瀬戸田工場，因島工場（広島県尾道市）
- 三菱重工業 - 下関造船所（山口県下関市）
- 川崎重工業 - 坂出工場（香川県坂出市）
- 四国ドック- 本社工場（香川県高松市）
- しまなみ造船-本社工場(愛媛県今治市伯方町)
- あいえす造船-本社工場（愛媛県今治市吉海町）
- 常石造船 - 多度津工場（香川県仲多度郡多度津町）
- 今治造船 - 本工場（愛媛県今治市）
- 新来島どっく - 大西工場（愛媛県今治市大西町新町）
- 藤原造船所 - 藤原造船所（愛媛県今治市大三島町浦戸）
- 向島どっく-本社工場（広島県尾道市向島）
- 常石呉ドック - 川尻工場（広島県呉市）

### 九州
- 三菱重工業 - 長崎造船所（長崎県長崎市）
- 佐世保重工業 - 佐世保造船所（長崎県佐世保市）
- 大島造船所 - 大島造船所（長崎県西海市大島町）
- ジャパン マリンユナイテッド - 有明事業所（熊本県玉名郡長洲町）
- 名村造船所 - 伊万里事業所（佐賀県伊万里市）
- 前畑造船株式会社 - 前畑造船（長崎県佐世保市）
- 伊藤鉄工造船 - 伊藤鉄工造船（長崎県佐世保市）
- 浦田造船所 - 浦田造船所（佐賀県伊万里市）
- 臼杵造船所 - 臼杵工場（大分県臼杵市）
- 南日本造船 - 下ノ江工場（大分県臼杵市）、大分工場（大分県大分市）
- 本田重工業 - 佐伯工場（大分県佐伯市）
- 福岡造船 - 福岡工場（福岡県福岡市）、長崎工場（長崎県長崎市）
- 長崎造船株式会社 - 長崎造船 (長崎県長崎市)

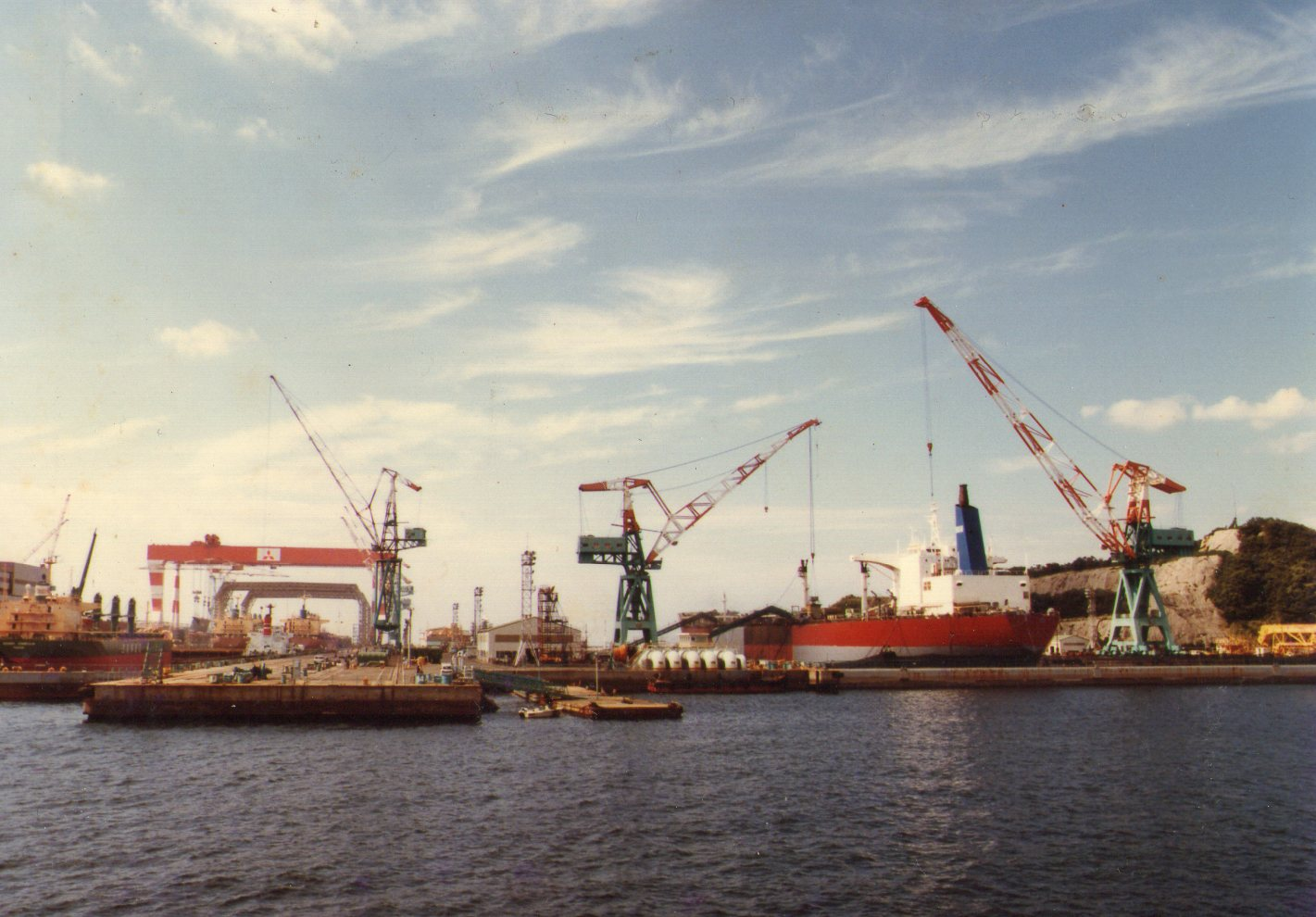
三菱重工業長崎造船所

## 過去に存在した造船所
- 仙台藩牡鹿郡月浦（1611年） - 仙台藩主伊達政宗の造船所。スペイン帝国ノビスパン（アカプルコ）・ローマ教皇領への使節派遣のため造営された。
- 藤永田造船所 -（大阪府大阪市）江戸時代の船大工より発展した造船所。
- 住友重機械工業 - 浦賀造船所（通称:浦賀ドック、神奈川県横須賀市）
- 日本海重工業 - 本社工場（現在は新日本海重工業となり主に陸上機械製造、富山県富山市西宮）
- 日立造船 - 桜島工場（大阪市此花区）跡地はユニバーサル・スタジオ・ジャパンになっている
- 西大寺造船所 - 西大寺造船所（岡山県岡山市）
- 讃岐造船鉄工所 - 第一・第二造船所（香川県三豊市） 2009年破産
- 川南工業 - 香焼島造船所（現在の三菱重工業長崎造船所香焼工場）、浦崎造船所（佐賀県伊万里市）
- 名村造船所 - 大阪工場（大阪市住之江区）1979年閉鎖、製造を伊万里事業所に集約。現在はクリエイティブセンター大阪になっている。
- 石川島播磨重工業 - 佃工場（東京都中央区）1939年の東京石川島造船所時代に造船部門を東京第一工場に移転、1979年閉鎖。現在は大川端リバーシティ21になっている。
- 石川島播磨重工業 - 東京第一工場（東京都江東区）2002年閉鎖、跡地はアーバンドックららぽーと豊洲になっている。
- 三菱重工業 - 鯛尾造船所（広島県安芸郡坂町）2002年閉鎖、跡地は2016年より株式会社TES本社工場になっている。
- 横浜船渠（三菱重工業横浜製作所、神奈川県横浜市）- 跡地はみなとみらい21になっている。
- 三井E&S - 千葉工場（千葉県市原市）2021年に造船事業から完全に撤退[6]。